# آنا وینگ
آنا وینگ (انگلیسی: Anna Wing؛ ۳۰ اکتبر ۱۹۱۴ – ۷ ژوئیهٔ ۲۰۱۳) یک هنرپیشه اهل بریتانیا بود.
از فیلم‌های او می‌توان به پراویدنس اشاره نمود.